# Vittorio Adorni
Vittorio Adorni (* 14. November 1937 in San Lazzaro di Parma; † 24. Dezember 2022 in Parma) war ein italienischer Radrennfahrer und Präsident der Vereinigung der italienischen Radprofis.

## Sportliche Karriere
1957 begann Vittorio Adorni im Alter von 19 Jahren seine sportliche Laufbahn als Amateur. Sehr schnell entwickelte er sich zu einem vielseitigen Rennfahrer, der sich sowohl auf der Bahn, als auch im Zeitfahren und im Gebirge behaupten konnte; nur der Sprint war nicht seine Stärke. Er beendete seine Bahnrennfahrerkarriere, nachdem er als damaliger italienischer Meister in der Einerverfolgung für die Olympischen Sommerspiele 1960 in Rom nur als Ersatzfahrer nominiert worden war.
Von 1961 bis 1970 war er als Berufsfahrer aktiv, in dieser Zeit gelangen ihm insgesamt 57 Siege.
Adorni wurde von Learco Guerra trainiert, dem Straßen-Weltmeister von 1931. 1963 feierte er seinen ersten großen Erfolg mit einem zweiten Platz beim Giro d’Italia, nachdem er zwei Etappen gewonnen hatte. Bei den Weltmeisterschaften 1964 wurde er ebenfalls Zweiter. 1965 gewann er den Giro d’Italia, den er nach drei Etappensiegen mit mehr als elf Minuten vor Felice Gimondi und Italo Zilioli gewann. Im selben Jahr wurde er jeweils Zweiter bei den Klassikern Mailand–Sanremo und Lüttich–Bastogne–Lüttich. Insgesamt startete er zehnmal beim Giro d’Italia, schied nie aus und kam nur bei seinem ersten Start 1961 (28.) nicht unter besten zwölf Platzierten der Gesamteinzelwertung.
Anfang 1968 bekam Adorni Probleme mit der Leitung seiner damaligen Mannschaft Faema, weil er ein Engagement als Quizmaster beim Fernsehsender Rai angenommen hatte. Die Folgen waren: zu wenig Training und schlechte Leistungen. Er musste eine Konventionalstrafe von 100.000 Lire bezahlen (damals rund 700 Deutsche Mark). Erst bei einem Testrennen konnte er sich als Zehnter und Letzter für das WM-Aufgebot qualifizieren und wurde dann im heimischen Imola Weltmeister im Straßenrennen der Profis, mit neun Minuten Vorsprung vor dem Zweiten.
Ebenfalls 1968 wurde Adorni Doping nachgewiesen: Amphetamine und ein Betrugsversuch bei einer Kontrolle, er wurde deshalb mehrfach für kurze Zeit gesperrt.
Adorni gewann die Tour de Suisse 1969 mit einem Vorsprung von 3:48 Minuten und wurde in jenem Jahr auch italienischer Meister im Straßenrennen. Bei der Tour de France schied er 1962 und 1965 aus und erreichte Platz 10 bei der Tour de France 1964.

## Berufliches
Noch während seiner aktiven Laufbahn arbeitete Adorni nebenberuflich als Showmaster für einen Fernsehsender.
Nach Beendigung seiner aktiven Radfahrerlaufbahn wurde Adorni Sportdirektor und gewann mit seinen Fahrern Marino Basso und Felice Gimondi die Straßen-WM 1972 und 1973.
Ab 1974 war Adorni für die Finanzierung verschiedener Sportveranstaltungen zuständig und kümmerte sich um Sponsoren. Unter anderem arbeitete er für den Ski-Weltcup, die Olympischen Winterspiele 1976 in Innsbruck und die Olympischen Sommerspiele 1976 in Montreal. Außerdem war er zuständig für die Öffentlichkeitsarbeit des italienischen Radsportverbandes. Er arbeitete als Journalist für diverse Zeitungen und das italienische Fernsehen. Seit 1976 betrieb er ein eigenes Versicherungsbüro.
Von 2001 an war Ardorni Mitglied des Executiv-Komitees des Weltradsportverbandes (UCI), Vorsitzender des Rates des Profi-Radsports bei der UCI; zudem war er Mitglied der IOC-Kommission für Kultur und Bildung.

## Familie
Adorni war verheiratet und hatte zwei Kinder.

## Erfolge
1961
- Coppa San Geo

1962
- eine Etappe Giro di Sardegna
- eine Etappe Giro d’Italia

1963
- eine Etappe Giro di Sardegna
- Vier-Kantone-Rundfahrt
- zwei Etappen Giro d’Italia

1964
- Gesamtwertung Giro di Sardegna
- zwei Etappen Giro d’Italia

1965
- Gesamtwertung und zwei Etappen Tour de Romandie
- Gesamtwertung und drei Etappen Giro d’Italia

1966
- eine Etappe Giro di Sardegna
- eine Etappe Paris-Nizza
- Gesamtwertung und eine Etappe Belgien-Rundfahrt
- eine Etappe Giro d’Italia
- Gran Premio di Lugano

1967
- eine Etappe Giro d’Italia
- Gesamtwertung und eine Etappe Tour de Romandie
- Coppa Bernocchi

1968
- eine Etappe Tirreno–Adriatico
- Weltmeister – Straßenrennen
- Großer Preis von Baden-Baden

1969
- Sassari-Cagliari
- eine Etappe Tirreno-Adriatico
- zwei Etappen Tour de Romandie
- eine Etappe Giro d’Italia
- Gesamtwertung und zwei Etappen Tour de Suisse
- Italienische Meisterschaften – Straße[9]

1970
- eine Etappe Tour de Romandie

## Wichtige Platzierungen
| Weltmeisterschaft   | 1961 | 1962 | 1963 | 1964 | 1965 | 1966 | 1967 | 1968 | 1969 | 1970 |
| ------------------- | ---- | ---- | ---- | ---- | ---- | ---- | ---- | ---- | ---- | ---- |
| StraßenrennenStraße | –    | –    | DNF  | 2    | –    | –    | DNF  | 1    | 61   | 50   |

| Grand Tour            | 1961 | 1962 | 1963 | 1964 | 1965 | 1966 | 1967 | 1968 | 1969 | 1970 |
| --------------------- | ---- | ---- | ---- | ---- | ---- | ---- | ---- | ---- | ---- | ---- |
| Vuelta a EspañaVuelta | –    | –    | –    | –    | –    | –    | –    | 5    | –    | –    |
| Giro d’ItaliaGiro     | 28   | 5    | 2    | 4    | 1    | 7    | 4    | 2    | 12   | 10   |
| Tour de FranceTour    | –    | DNF  | –    | 10   | DNF  | –    | –    | –    | –    | –    |

| Monument                 | 1961 | 1962 | 1963 | 1964 | 1965 | 1966 | 1967 | 1968 | 1969 | 1970 |
| ------------------------ | ---- | ---- | ---- | ---- | ---- | ---- | ---- | ---- | ---- | ---- |
| Mailand–Sanremo          | DNF  | 31   | 5    | –    | 2    | 48   | 28   | –    | 46   | 137  |
| Flandern-Rundfahrt       | –    | –    | –    | DNF  | –    | 9    | –    | –    | –    | –    |
| Paris–Roubaix            | –    | –    | –    | 41   | 7    | DNF  | –    | –    | 15   | –    |
| Lüttich–Bastogne–Lüttich | –    | –    | 3    | 3    | 2    | –    | 5    | –    | –    | –    |
| Lombardei-Rundfahrt      | –    | 17   | 11   | 13   | –    | 6    | –    | DNF  | –    | –    |